# Partit Nacionalista del País Valencià

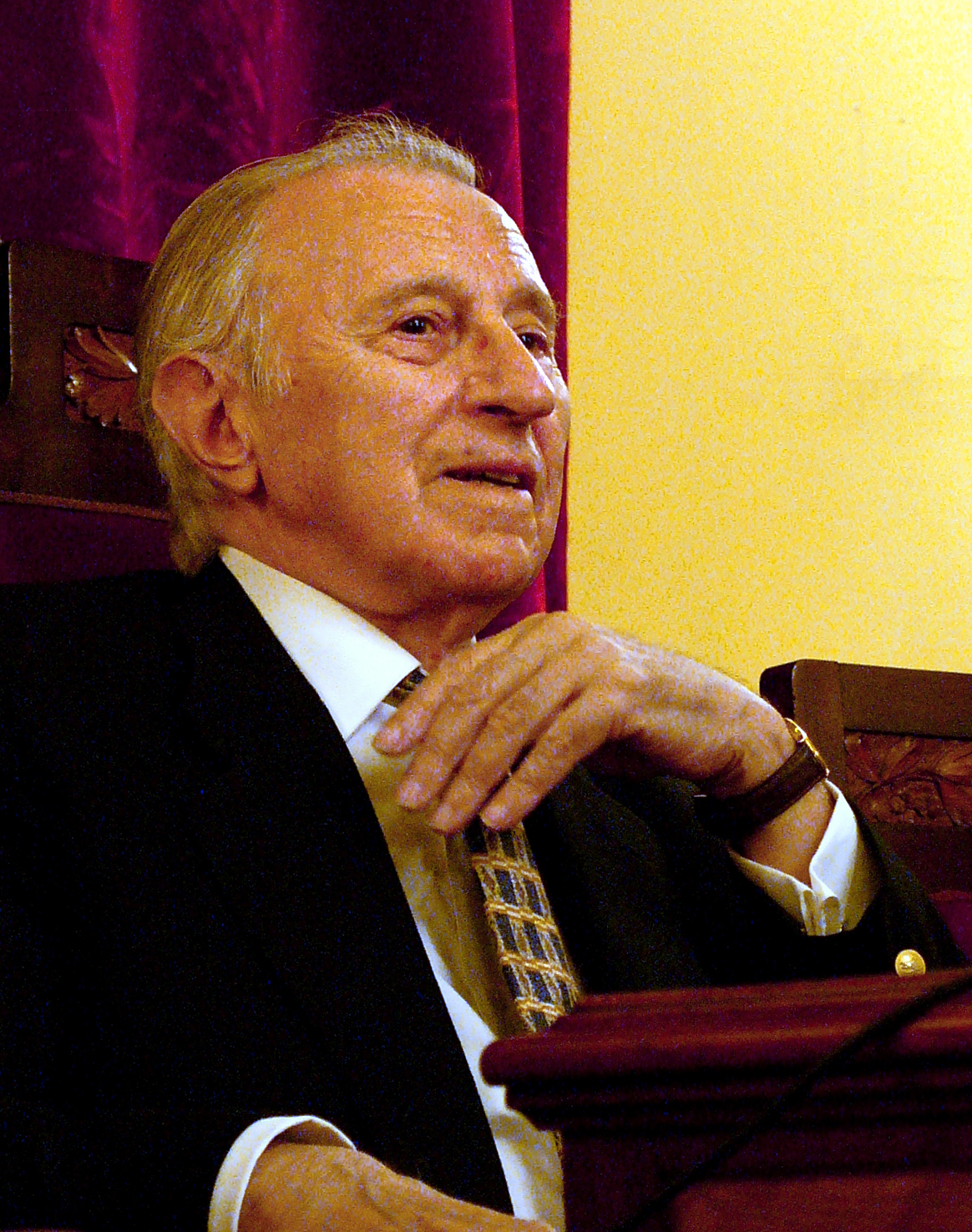
Francesc de Paula Burguera, líder del PNPV, l'any 2010 a Sueca

El Partit Nacionalista del País Valencià (en sigles, PNPV) va ser un partit polític valencià format el 1978 per exmilitants d'Unió Democràtica del País Valencià i per altres sectors nacionalistes valencians que no havien obtingut representació parlamentària i no volien integrar-se a partits estatals. Va dissoldre's el 1984, quan es va fusionar amb Agrupament d'Esquerra del País Valencià dins d'Unitat del Poble Valencià.

## Història
Quan en 1978, i arran de les disputes entre el Partido Popular Regional Valenciano Autonomista i el Partit Demòcrata i Liberal del País Valencià al si de la UCD-València, Francesc de Paula Burguera i Escrivà abandona la formació centrista, a l'Estat Espanyol s'estaven formant les bases per a l'autonomia política per a Galícia, País Basc i Catalunya. Este fet va portar a Burguera a crear una plataforma electoral des d'on denunciar el que ell entenia com a marginació del País Valencià en este procés. El Partit Nacionalista del País Valencià, legalitzat dos dies abans de la diada del 9 d'octubre de 1978 (a la que ni PSPV-PSOE ni PCE-PCPV no convocaren per manca de definició sobre la qüestió dels símbols del País Valencià).
A la junta promotora del PNPV hi havia exmilitants del PDLPV com José Cabanes i el mateix Burguera, de la UDPV com Vicent Blasco Infante, exmilitants del PSPV contraris a la integració al PSOE com Vicent Pons, o gent provinent del sector nacionalista del PCE-PCPV com Jesús Puig i Noguera, primer president del partit.
El PNPV es presentà a les eleccions generals espanyoles de 1979 sense cap document intern que servira com a base de partit, sols amb un pla de treball per a dur a terme entre 1979 i 1983, que finalment serviria de programa electoral. Finalment, el PNPV es va presentar sols per la Circumscripció electoral de València, obtenint 13.828 vots (1,29%) i cap diputat. A la Ciutat de València va ser la setena força més votada amb un suport de l'1,58%, mentre que la resta de vots els va rebre majoritàriament a altres capitals de comarca de la zona del sud. Estes eleccions suposaren un fracàs per al nacionalisme valencià, superat per la Unió Regional Valenciana a l'àrea metropolitana de València, i obtenint menys suports que a les eleccions anteriors.
A les eleccions municipals de 1979 s'esperaven millors resultats, en considerar que a l'àmbit local les possibilitats de rebre suport eren majors, i per la implantació que el partit va tindre al sud de la província de València i a la comarca de La Marina. En aquelles eleccions Jesús Puig esdevindria el primer alcalde nacionalista del País Valencià en obtenir un 40,7% dels vots a La Font d'En Carròs, i el partit va obtindre representació a ajuntaments com els de Sueca o Ontinyent, amb tres representants cadascuna i Tavernes de la Valldigna, Benidorm (Toni Mayor) o Sedaví amb un regidor. Pel que fa a les candidatures independents on participaren militants del PNPV, a Castelló de la Plana l'Esquerra Independent de Castelló va ser tercera força, i a Algemesí IPA va ser la força més votada, obtenint Joan Girbés l'alcaldia.
El desembre de 1979 se celebra el primer congrés del PNPV, on el sector socialdemòcrata-centrista de Francesc Burguera i Marina de Paz s'imposa al sector més esquerrà, amb Vicent Pons i Jesús Puig al capdavant, a qui, com a president del partit, es responsabilitza dels resultats electorals. En este moment, Puig abandona el partit i dos anys després l'alcaldia del seu poble, passant a militar al PSPV-PSOE.
Des de fora de les institucions, el PNPV va continuar reclamant l'autonomia valenciana per la via de l'article 151, integrant-se a la Coordinadora Nacionalista, una plataforma que coordinava els diferents partits sobiranistes d'esquerres que havien romàs extraparlamentaris després de les eleccions generals espanyoles de 1979. Des d'esta plataforma, el PNPV va liderar una manifestació junt a entitats andalusistes reclamant per a ambdós territoris l'autonomia i els seus drets nacionals. A principis de la dècada de 1980 el PNPV patia cert cansament, veient com les manifestacions i les publicacions eren l'única manera que tenien per a guanyar visibilitat. Poc després que Jesús Puig abandonara el partit, les bases del partit van reclamar una reorganització amb el nacionalisme valencià com a eix programàtic central, iniciant-se contactes amb les altres forces valencianistes d'esquerra amb vistes d'una aliança electoral. Per a març de 1982, el PNPV, junt a AEPV i Esquerra Unida signa un manifest conjunt que marcaria l'inici d'una sèrie d'activitats coordinades entre els tres partits, que acabarien fundant una nova formació política que acabaria englobant a les tres: Unitat del Poble Valencià.

## Ideologia
Burguera definia al PNPV com un partit socialdemòcrata, d'esquerra i nacionalista valencià, que donava suport a la senyera quadribarrada i reconeixia la unitat lingüística amb Catalunya, tot i que estaven allunyats de postures revolucionàries o independentistes. A més, rebutjava l'anticatalanisme provinent del blaverisme durant la batalla de València.
Després del primer congrés de desembre de 1979, es van redactar unes bases de convergència, on es delimitarien la ideologia i postures del partit. El PNPV va nàixer amb la intenció d'unificar als nacionalistes valencians al voltant d'un programa institucional amb uns mínims definits, rebutjant l'Estatut de Madrid i reivindicant l'Estatut de Morella, i reclamant per al País Valencià la bandera i altres elements simbòlics propis del fusteranisme. En materia cultural, es defensava l'oficialitat del valencià, l'ensenyament de la llengua, i la necessitat d'un procés de valencianització amb la Universitat de València com a entitat lingüística reguladora. En matèria econòmica, es volia l'entrada a la CEE i una política econòmica redistributiva i que actuara en contra dels monopolis. Tot i que per a quan es redactaren les bases el sector centrista s'havia imposat davant el més esquerrà, el PNPV va pronunciar-se favorablement a temes com l'avortament o el divorci, qüestions aleshores defensades únicament per l'esquerra extraparlamentària. El PNPV propugnava una nova legislació a fi de protegir el medi ambient i el territori valencià física i geogràficament, l'impuls de les energies renovables, i pel que feia a política assistencial, reivindicava la prioritat i plena dotació de l'ensenyament públic a tots els nivells educatius, i la posada en funcionament d'un sistema de salut i un cos de policia valencians. A partir de les bases es va redactar un full de ruta de caràcter marcadament europeísta, ja que el PNPV entenia que eixa era la via per a aconseguir una política deslligada de vestigis franquistes. Així mateix, tingué relacions amb la Internacional Liberal.
En la ponència ideològica del segon congrés de maig de 1981, redactada per Vicent Franch, s'apostava per una política nacional valenciana, denunciant el projecte polític de Països Catalans per partir "d'un miratge voluntarista escassament lligat a la realitat valenciana". A la mateixa ponència, el PNPV es declarava com un partit "democràtic, progressista i d'esquerres" i es reivindicava com l'única formació nacionalista que apostava pel pragmatisme, defugint de demandes maximalistes. Vicent Franch però es va vore obligat a donar-se de baixa del partit abans del següent congrés, enfrontat amb Andreu Banyuls i Josep Lluís Albinyana partidaris d'enfortir la Unitat del Poble Valencià davant l'opció minoritària que encapçalava Vicent Franch partidari de deslligar el PNPV de la UPV per a donar suport tàctic al Partit Reformista Democràtic.

## Resultats electorals
En les eleccions municipals de 1979 aconseguí 10.773 vots al País Valencià i 12 regidors en poblacions de relativa importància. En les mateixes eleccions, a les eleccions generals al Congrés espanyol, el partit va obtenir 13.828 vots (1,28%) a la circumscripció electoral de València, única on va presentar llista, i cap escó.
El 1982 es va coal·ligar amb l'Agrupament d'Esquerra del País Valencià (AEPV) per formar la coalició Unitat del Poble Valencià, que el 1984 va esdevenir un partit polític.

## Dirigents destacats
El seu líder més destacat va ser Francesc de Paula Burguera. Altres dirigents destacats foren l'ex-president del Consell Preautonòmic del País Valencià Josep Lluís Albinyana, Vicent Franch, Francesc Agües, Andreu Banyuls i Jesús Puig (que després passà al PSPV-PSOE).
Alguns militants del PNPV posteriorment esdevingueren importants figures del valencianisme polític, com Enric Morera, actual secretari general del Bloc Nacionalista Valencià, diputat de Compromís i president de les Corts Valencianes.

## Presència
Tenia implantació sobretot a les comarques del Túria-Xúquer de València, amb poca presència a les comarques de més al sud, destacant només alguns militants a la Marina Alta i Marina Baixa, on l'alcalde de Benidorm, Rafael Ferrer, es va incorporar al PNPV poc abans de les eleccions municipals de 1979.

## Galeria

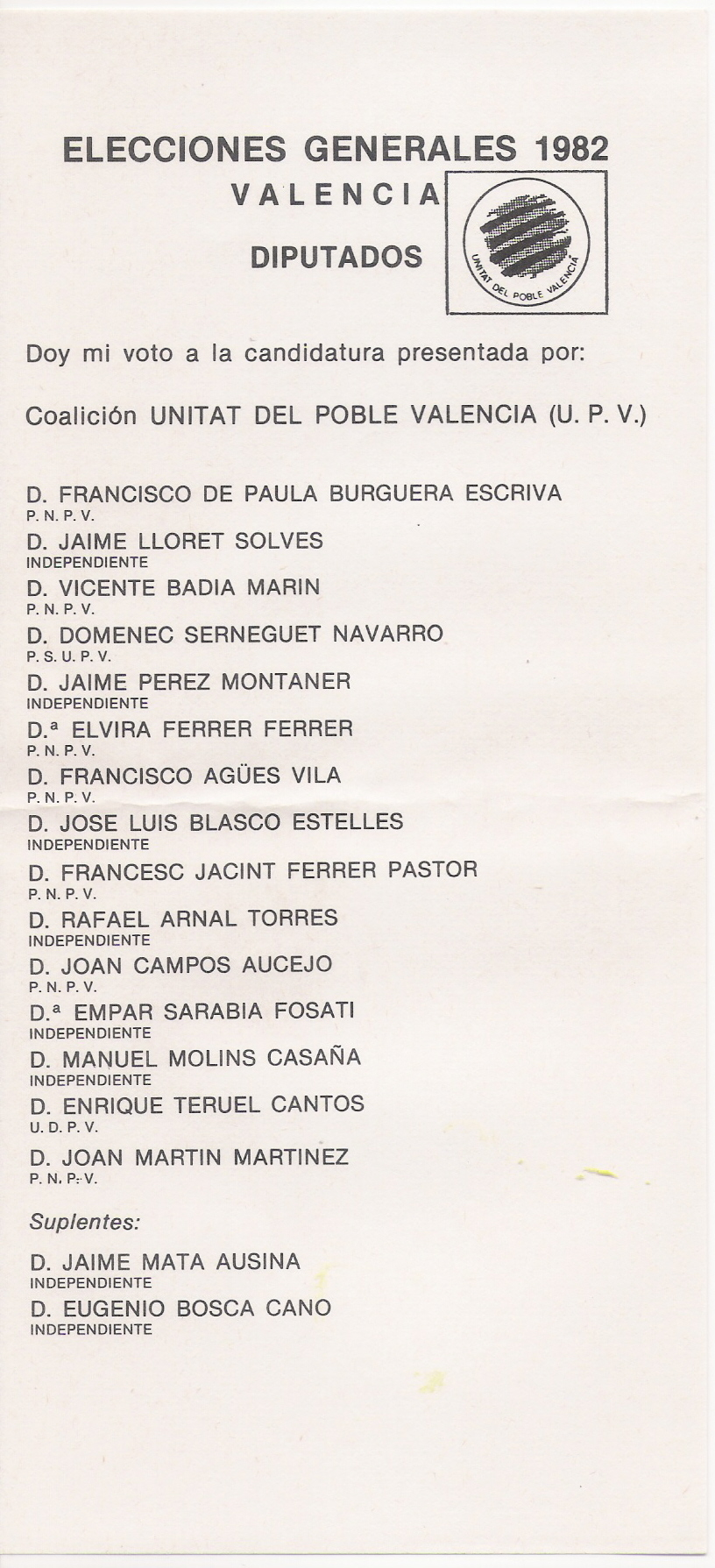
Candidatura al Congrés espanyol de 1982 per València corresponent a la UPV. Els candidats conserven les sigles dels seus partits